# Антанта
Вижте пояснителната страница за други значения на Антанта.
Антантата или Съглашението, понякога наричан Тройната Антанта или Тройното съглашение (на английски: Triple Entente; на френски: Triple-Entente; на руски: Тройственное Согласие) е военен блок от Първата световна война, сформиран през 1907 г. и воюващ срещу Централните сили. Основните съюзници в Антантата са Франция, Британската империя и Руската империя.
Антантата е създадена през 1907 година с подписването на Англо-руското съглашение. Между Франция и Великобритания вече съществува Сърдечното съглашение (Сърдечната Антанта) от 1904, а Франция и Русия са в съюз, с договори от 1891 и 1893, оформен окончателно през 1894 година. Трите държави влизат в Първата световна война през 1914 в резултат от тяхното тройно съюзно споразумение. Много други държави се присъединяват към съюзниците по-късно по време на войната.
Трябва да се отбележи, че президентът на САЩ Удроу Уилсън и неговата администрация държат страната им формално да не се нарича или определя като „съюзник“, макар че де факто е такъв. Съединените щати обявяват война на Германия заради нарушаването на неутралитета им и потапянето на американски кораби и влизат във войната като „присъединила се сила“, а не като съюзник на Франция и Великобритания и поддържат тази дистанция през цялата война. САЩ първоначално не подкрепят никоя от двете воюващи групировки, но предвид колебанията за продължаване участието във войната на Руската империя, преобърнала се постфактум в Съветска Русия и сключения сепаративен мир с Брест-Литовския мирен договор, се включват активно на страната на Антантата, като крайната им геополитическа цел е в никакъв случай Централните сили начело с Германската империя да не излязат победители от глобалния конфликт.

## Държави от Антантата
- Белгия (включително Белгийски колониални сили)
- Британска империя
  -  Австралия
  -  Британски отвъдокеански колонии
  -  Канада
  -  Нова Зеландия
  -  Нюфаундленд
  -  Южна Африка
  -  Британска Индия
  -  Обединено кралство
- Франция (включително Френски колониални сили)
- Гърция (от май 1917)
- Италия (от април 1915)
- Япония
- Черна гора
- Португалия
- Румъния (от август 1916)
- Руска империя (до ноември 1918)
- САЩ (от април 1917)
- Сърбия

и освен това:
- Андора
- Армения (1918)
- Боливия
- Бразилия (1917)
- Коста Рика
- Куба
- Чехословашки легиони (от 1915)
- Еквадор
- Гватемала
- Либерия
- Хаити
- Хондурас
- Никарагуа
- Перу
- Китай
- Сиам